# Johann Maria Farina III

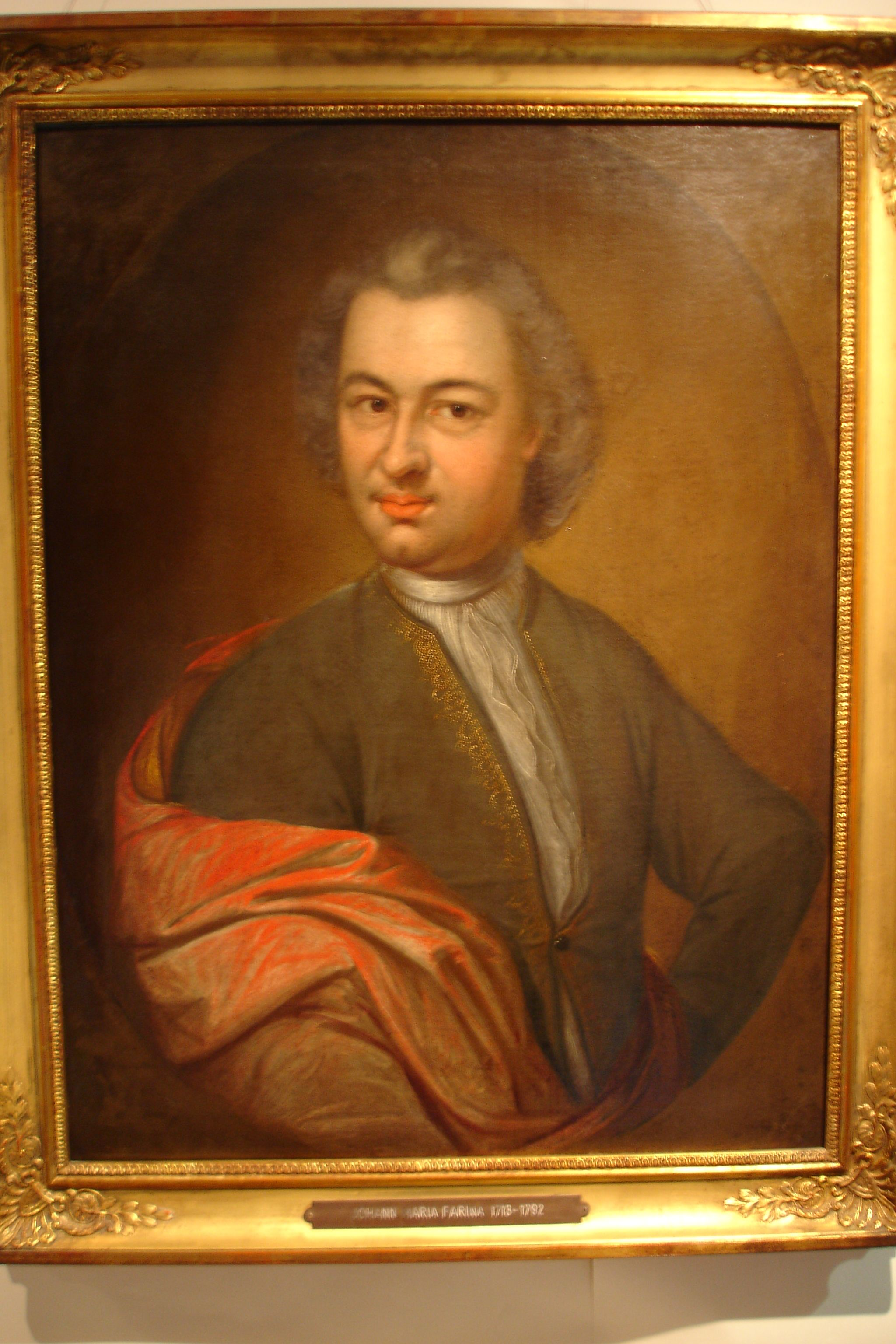
Johann Maria Farina III.
(1713–1792)

Johann Maria Farina III.  (* 8. September 1713 in Santa Maria Maggiore, Verbania, Piemont, Italien; † 30. Juni 1792 in Köln) war der Hersteller des Eau de Cologne/Kölnisch Wasser in Köln, das sein Onkel Johann Maria Farina erfunden hatte. 1766 übernahm er das von seinem Vater Johann Baptist Farina 1709 gegründete Unternehmen Farina gegenüber von seinem Onkel.